# Пазиан ди Прато
Пазиа̀н ди Пра̀то (на италиански: Pasian di Prato; на фриулски: Pasiàn di Prât, Пазиан ди Прат) е град и община в Северна Италия, провинция Удине, автономен регион Фриули-Венеция Джулия. Разположен е на 105 m надморска височина. Населението на общината е 9511 души (към 2010 г.).